# مغيث سختيان
مغيث غياث منير رضا سختيان، (فبراير 1973 – ) هو مهندس ورجل أعمال فلسطيني أردني، ينحدر من عائلة فلسطينية من مدينة طولكرم في الضفة الغربية، يُعد أحد أكبر المستثمرين في العالم العربي، إذ أسس وأدار العديد من الشركات الكبرى في الأردن وفلسطين والدول العربية في مجالات متعددة منها الاتصالات والمقاولات والخدمات اللوجستية، كما أنه يدير شركة "GMS Specialized Services" ضمن "مجموعة جي إم إس القابضة" (GMS Holdings) وهي واحدة من أقوى 100 شركة عائلية عربية حسب تصنيف فوربس الأمريكي.

## سيرته
وُلِدَ مغيث غياث منير رضا سختيان في فبراير 1973، وينحدر من عائلة فلسطينية من مدينة طولكرم، فجده منير رضا سختيان المولود في مدينة طولكرم عام 1910 كان صيدليًا يحمل الشهادة الجامعية في الصيدلة، وكان صاحب أقدم صيدلية في وسط مدينة طولكرم، وقد لعب جده منير دورًا هامًا خلال الثورة الفلسطينية الكبرى عام 1936 في مدينة طولكرم؛ إذ كان يجهز ثوار المدينة بما يلزمهم من الأدوية، كما كان يمارس في بعض الحالات دور الطبيب والجراح للثوار الجرحى، وبالإضافة لذلك فقد كان سياسيًا قوميًا وعضوًا في اللجنة القومية الفلسطينية عن طولكرم.
حصل مغيث سختيان على درجتي البكالوريوس والماجستير في هندسة النظم الصناعية من معهد رينسيلار للعلوم التطبيقية الأمريكي في نيويورك عام 1994، كما حصل على درجة الماجستير في إدارة الأعمال من جامعة كولومبيا الأمريكية في نيويورك عام 2001.

## حياته المهنية
عمل مغيث سختيان خلال مسيرته المهنية بمجموعة متنوعة من الصناعات والخبرات التشغيلية والمالية والتجارية، حيث بدأ حياته المهنية بمشاركته في تأسيس شركة لتصنيع الأدوية في تبوك في المملكة العربية السعودية، ثم شغل منصب مدير العمليات في شركة خدمات هندسة الاتصالات الرائدة في المملكة العربية السعودية، كما عمل منذ عام 2000 وحتى عام 2003 نائبًا للمدير المساعد لعمليات الدمج والاستحواذ المالي في بنك JP Morgan في نيويورك.
مغيث وهو شريك مساهم أساسي "لمجموعة جي إم إس القابضة" (GMS Holdings) التي مقرها في العاصمة الأردنية عمان، ويدير شركات المجموعة وهي شركات يرتكز عملها على خدمات المقاولات المتخصصة والاتصالات؛ منها شركة "GMS Specialized Services" التي يشغل حاليًا مديرها العام.
كما يرأس شركة أنهام للاستثمار (ANHAM FZCO) وهي شركة استثمارات وخدمات قابضة ومقاولات في الشرق الأوسط وشمال إفريقيا ووسط آسيا وأوروبا، ومقرها في دبي، وقد تأسست عام 2004 بين شركة إسترا السعودية ومجموعة منير سختيان الأردنية وشركة أميركية.

### عضوياته
يشغل سختيان عضوية مجالس إدارة العديد من المؤسسات والشركات الخاصة والعامة الكبرى في منطقة الشرق الأوسط وشمال إفريقيا منها:
- عضو هيئة مديري مجموعة جي إم إس القابضة (GMS Holdings) والتي تعمل في مجالات العلوم الحياتية وخدمات المقاولات والاتصالات.[4]
- عضو مجلس إدارة مجموعة الاتصالات الفلسطينية.[12]
- عضو مجلس إدارة شركة الاتصالات الفلسطينية "بالتل".[13]
- عضو اللجنة التنفيذية لمتابعة أعمال مجموعة الاتصالات الفلسطينية، وهي لجنة مكونة من مغيث سختيان وبشار المصري وعمار العكر وعبد الله صابات.[14]
- عضو مجلس إدارة مجموعة منير سختيان الدولية.[5]
- عضو مؤسسة غياث وناديا سختيان الخيرية.[4][15]
- عضو المجلس الاستشاري لمركز أبحاث الشرق الأوسط بجامعة كولومبيا الأمريكية.[4]
- عضو مجلس إدارة بنك الاتحاد في الأردن.[5]
- عضو مجلس إدارة شركة العاصمة المتحدة للنقل (United Capital Transport Company) في الكويت.[5]
- عضو مجلس إدارة شركة اتصالنا في العراق.[5]
- عضو مجلس إدارة شركة نوروز تيليكوم للاتصالات والإنترنت في العراق.[5]
- عضو مجلس إدارة شركة VTEL القابضة في دبي.[5]
- عضو منظمة الرؤساء الشباب [الإنجليزية].[5]
- عضو المجلس الاستشاري لمنصة Issuu للنشر [الإنجليزية].[16]
- عضو معهد الإعلام الأردني.[4]